# 大國酒造

大國酒造株式会社（おおくにしゅぞう）は、長野県伊那市にある酒類製造業者である。醸造には中央アルプスからの伏流水を地下80mから汲み上げて利用している。
「氷河30」というアルコール度30%の特徴的な高濃度の酒も販売している。

## 沿革
- 1897年（明治30年） - 酒造業を創業。
- 1963年（昭和38年） - 工場を移転。

## 代表
- 代表取締役社長 木下雄二郎

## 事業所
- 本社・工場（長野県伊那市）

## 主要製品

### 清酒
- 大國
- 氷河
- 御馬寄